# 전국 기업 단기 경제 관측 조사
전국 기업 단기 경제 관측 조사(일본어: 全国企業短期経済観測調査, ぜんこくきぎょうたんきけいざいかんそくちょうさ)는 일본은행이 사분기마다 공표하는 통계 조사이다. “단칸”(일본어: 短観, たんかん)이라는 약칭으로 불리기도 한다.
자본금 10억 엔 이상의 대기업을 대상으로 한 조사와 전국 중소기업을 조사 대상에 추가한 조사의 두 종류가 있다. 전국의 자본금 2천만 엔 이상의 민간 기업 약 21만개사 중 약 1만개사를 추출해서 회사의 실적, 설비 투자액, 고용 등이나 앞으로의 추이를 조사하며, 그 중 경기가 좋다고 보는 기업의 비율에서 경기가 안 좋다고 보는 기업의 비율을 뺀 경기동향지수를 산출한다.